# Лора (Охајо)
Лора (енгл. Laura) град је у америчкој савезној држави Охајо.

## Демографија
По попису из 2010. године број становника је 474, што је 13 (-2,7%) становника мање него 2000. године.
| Група             | 2000.       | 2010.       |
| Белци             | 466 (95,7%) | 456 (96,2%) |
| Афроамериканци    | 0 (0,0%)    | 8 (1,7%)    |
| Азијати           | 1 (0,2%)    | 1 (0,2%)    |
| Хиспаноамериканци | 11 (2,3%)   | 7 (1,5%)    |
| Укупно            | 487         | 474         |